# Palazzo Tobia Pallavicino

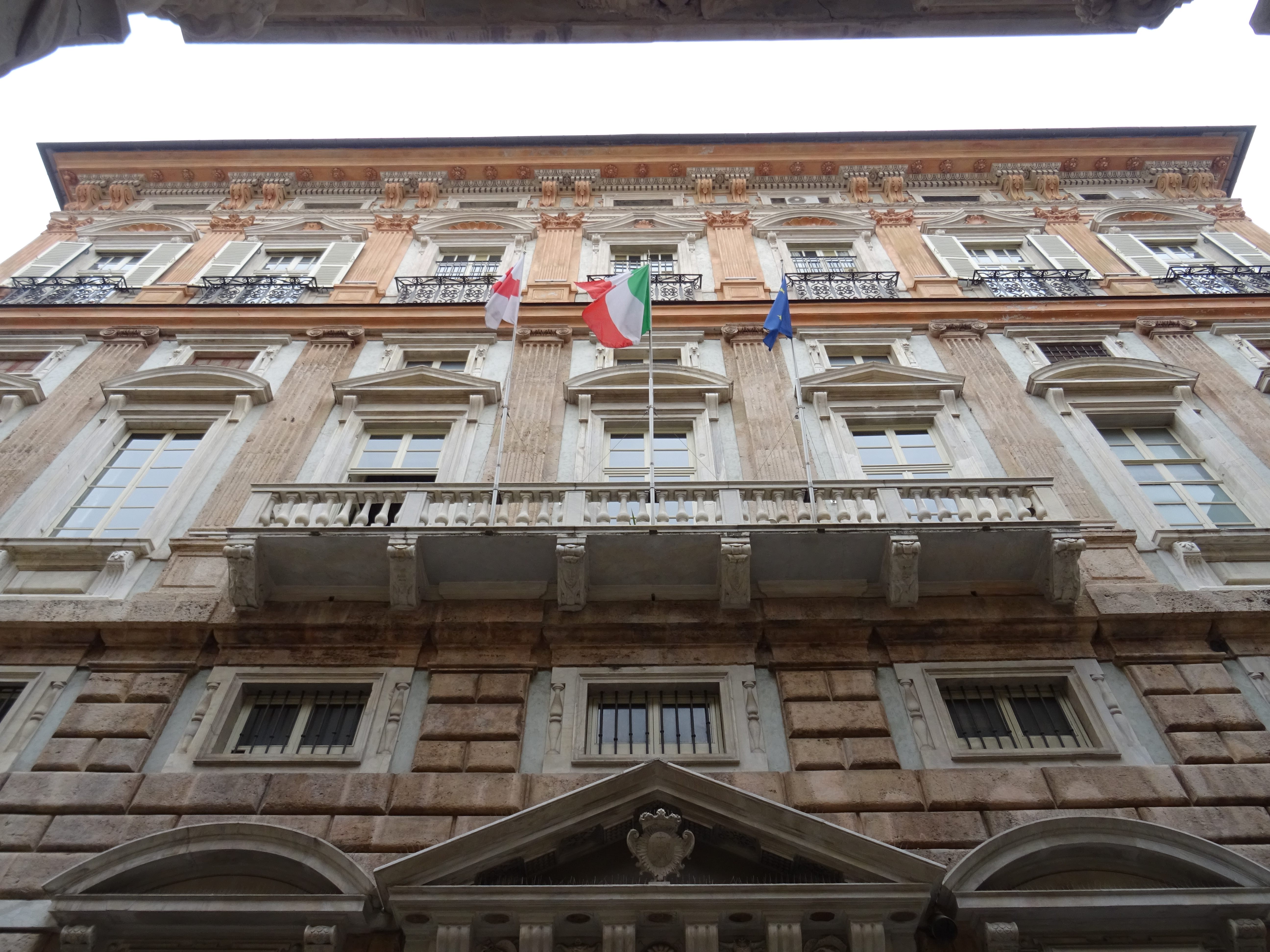
Straßenfassade

Der Palazzo Tobia Pallavicino (auch Palazzo Carrega-Cataldi) ist ein Stadtpalast in Genua, der Teil des Welterbes der UNESCO „Genoa: Le Strade Nuove and the system of the Palazzi dei Rolli“ (deutsch: Genua: Le Strade Nuove und die Palazzi dei Rolli) ist. Das Gebäude liegt in der Via Garibaldi 4.

## Geschichte
Tobia Pallavicino war der Bruder von Agostino Pallavicino, dessen Stadtpalast nur wenig entfernt in der Via Garibaldi 1 stand. Tobia Pallavicino war ein reicher Kaufmann und stand auch in Geschäftsbeziehungen zum Papst. Er errichtete seinen Palazzo 1558–1561. Architekt war Giovan Battista Castello, genannt „Il Bergamasco“. Er hatte sich zuvor für Tobia Pallavicino um die Dekoration von dessen prächtiger Villa „delle Peschiere“ gekümmert, die ein Jahrzehnt zuvor nach einem Entwurf von Galeazzo Alessi auf den Hügeln von Multedo, östlichen vor den Toren der Stadt, gebaut worden war.
Als einer der Palazzi dei Rolli war er Palazzo Tobia Pallavicino in den Rolli von 1576 bis 1664 eingetragen. Nach deren Klassifizierung, den „bussoli“, zählte er meist zur Klasse eins, nur 1588 wurde er in die Klasse 2 eingestuft (zu den Einzelheiten dieser Eintragungen vergleiche hier). Das Gebäude ist auch in dem Werk von Peter Paul Rubens über die Genueser Stadtpaläste dokumentiert. Es war das erste Gebäude in Genua, an dem Rubens eine Bauaufnahme durchführte. Bei Rubens trägt es die Bezeichnung „Palazzo A“.
Das Gebäude erlitt schwere Schäden bei der Belagerung und dem Beschuss von Genua im Mai 1684 durch französisches Militär. Es wurde 1709 an Giacomo Filippo Carrega verkauft und in der Folge massiv umgebaut, in den Garten hinein erweitert und um ein Stockwerk erhöht. Aus dieser Zeit stammt wesentlich auch das heutige Erscheinungsbild. 1830 wurde die Anlage an den Baron Giuliano Cataldi verkauft, 1922 übernahm es die Handelskammer.

## Gebäude
Die Fassade des Erdgeschosses ist mit robusten, durchgehenden Quader gestaltet. Im ersten Stock wechseln Fenster und ionische Lisenen, im zweiten Stock korinthische Lisenen und Fenster miteinander. Es gibt sieben Fensterachsen. Die Fenster haben abwechselnd dreieckige und runde Tympana.
Im Innern ist die architektonische Dekoration perfekt mit den Stuck- und Freskenarbeiten abgestimmt, die alle von Giovan Battista Castello stammen. An den Decken ist Stuck des Erdgeschosses weiß, im Piano nobile farbig. Diese Fresken haben die üblichen Inhalte aus der griechischen und römischen Mythologie. Die Eingriffe des 18. Jahrhunderts waren hinzugefügte und neu gestaltete Räume im ersten Stock. Dazu gehören insbesondere die Kapelle und die vergoldete Galerie, Meisterwerke des Rokoko, die Lorenzo De Ferrari schuf. Die letzten Arbeiten vollendete er kurz vor seinem Tod 1744. Die Kapelle ist ein kleiner geschlossener Raum, der dazu bestimmt ist, die „Madonna Carrage“, um 1680 von Pierre Puget geschnitzt, hervorzuheben. Die Statue ist heute im Museo di Sant’Agostino ausgestellt und wurde 2004 vor Ort durch eine Kopie ersetzt. In beiden Räumen verschmilzt die Dekoration von Wänden, Decken, Türen, Spiegeln und Möbeln zu einem raffinierten Ganzen. Der Garten, der sich hinter dem Gebäude befand und sich zur dahinter liegenden Piazza del Ferro öffnete, wurde für diese Erweiterung geopfert.

## Darstellung bei Rubens
|  |  |  |

|  |  |  |